# قائمة الجوائز والترشيحات التي تلقاها غيمس
غاندي «بلال» جونا (بالفرنسية: Gandhi Bilel Djuna) المعروف في الوسط الفني باسم غيمس (بالفرنسية: Gims) تنطق باللغة الفرنسية (/ɡɪms/) وتكتب رسمياً (GIMS)، كما كان يعرف سابقا باسم ميتغ غيمس (بالفرنسية: Maître Gims)، وهو مغني راب، هيب هوب، آر أند بي معاصر وبوب وملحن كونغولي من مواليد يوم 6 مايو 1986 في كينشاسا عاصمة زائير (والتي تعرف باسم جمهورية الكونغو الديمقراطية حاليا). هاجر إلى فرنسا مع عائلته في سن السنتين، نشأ منذ صغره في الدائرة الثالثة في باريس، فرنسا ويعيش حاليًا بين مراكش في المغرب وفرنسا التي رفضت منحه جنسيها، بسبب تعدد زيجاته.
كان عضوا في مجموعة الهيب هوب الفرنسية سكسيون داسوت منذ تأسيسها سنة 2002 حتى تفككها سنة 2013. أصدر ألبومه الرئيسي الأول سابليمينال، في عام 2013 تم بيع أكثر من مليون نسخة في فرنسا وبلغ ذروته في المرتبة الثانية في تصنيف الألبومات الفرنسية حسب الاتحاد الوطني للنشر الفونوغرافي. وصل ألبوماه التاليان قلبي كان على حق (2015) والحزام الأسود (2018) إلى المرتبة الأولى في فرنسا، بلجيكا وسويسرا وبلغت ذروتها في أعلى 40 أغنية عبر دول أوروبية مختلفة، بما في ذلك الدنمارك، إيطاليا، سويسرا وألمانيا. وتصدر تصنيف الأغاني الفردية الفرنسي أربع مرات، بما في ذلك مرة واحدة كفنان مميز، كان آخرها في عام 2018 بأغنيته «نفس الشيئ». كانت الأغنية هي الأكثر شيوعا في فرنسا في عام 2018، كما ساعدت غيمس على أن يصبح أكثر الفنانين الأكثر ظهورا في التلفزيون والإذاعة الفرنسية لنفس العام. في عام 2018 كان أكثر سابع فنان رواجا في جميع أنحاء العالم حسب المنصة الإلكترونية ديزر. طوال حياته المهنية عمل مع العديد من الفنانين العالميين مثل سيا، بيتبول، ليل وين، ستروماي، مالوما، ستينغ، فيتا، بلاك إم وغيرهم. في 4 ديسمبر 2020 تم إصدار ألبومه الرابع تحت عنوان الظاهرة. في 28 نوفمبر 2020 وصل غيمس إلى علامة 4.800.000.000 مشاهدة على يوتيوب. في 17 سبتمبر 2020، على نيتفليكس، يتم إطلاق فيلم وثائقي عن السنوات العشر الأخيرة من حياته المهنية تحت عنوان «غيمس: قيد التسجيل».

## الجوائز والترشيحات

### جائزة أن أر جي الموسيقية
| السنة | المستلم/العمل المرشح    | الجائزة                                                     | النتيجة |
| ----- | ----------------------- | ----------------------------------------------------------- | ------- |
| 2013  | غيمس                    | جائزة أن أر جي الموسيقية (فنان العام الفرنكوفوني)           | رُشِّح     |
| 2016  | غيمس                    | جائزة أن أر جي الموسيقية (فنان العام الفرنكوفوني)           | رُشِّح     |
| 2016  | غيمس                    | جائزة أن أر جي الموسيقية (جائزة أفضل ثنائي فرنكوفوني)       | رُشِّح     |
| 2016  | "تقويض لم يسبق له مثيل" | جائزة أن أر جي الموسيقية (جائزة أغنية العام الفرنكوفونية)   | رُشِّح     |
| 2018  | غيمس                    | جائزة أن أر جي الموسيقية (جائزة أفضل ثنائي فرنكوفوني)       | رُشِّح     |
| 2018  | غيمس                    | جائزة أن أر جي الموسيقية (جائزة أفضل ثنائي فرنكوفوني)       | رُشِّح     |
| 2018  | غيمس                    | جائزة أن أر جي الموسيقية (فنان العام الفرنكوفوني)           | رُشِّح     |
| 2018  | "نفس الشيء"             | جائزة أن أر جي الموسيقية (جائزة أغنية العام الفرنكوفونية)   | رُشِّح     |
| 2019  | غيمس                    | جائزة أن أر جي الموسيقية (فنان العام الفرنكوفوني)           | رُشِّح     |
| 2020  | غيمس                    | جائزة أن أر جي الموسيقية (فنان العام الفرنكوفوني)           | رُشِّح     |
| 2020  | "الراحة"                | جائزة أن أر جي الموسيقية (تعاون العام الفرنكوفوني)          | رُشِّح     |
| 2020  | غيمس                    | جائزة أن أر جي الموسيقية (أفضل آداء مباشر في الليلة)        | رُشِّح     |
| 2020  | غيمس                    | جائزة أن أر جي الموسيقية (جائزة أن أر جي الموسيقية الشرفية) | فوز     |

### جوائز إم تي في الموسيقى الأوروبية
| السنة | المستلم/العمل المرشح | الجائزة                                                  | النتيجة |
| ----- | -------------------- | -------------------------------------------------------- | ------- |
| 2013  | غيمس                 | جوائز إم تي في الموسيقى الأوروبية (جائزة أفضل عمل فرنسي) | رُشِّح     |
| 2014  | غيمس                 | جوائز إم تي في الموسيقى الأوروبية (جائزة أفضل عمل فرنسي) | رُشِّح     |
| 2016  | غيمس                 | جوائز إم تي في الموسيقى الأوروبية (جائزة أفضل عمل فرنسي) | رُشِّح     |
| 2020  | غيمس                 | جوائز إم تي في الموسيقى الأوروبية (جائزة أفضل عمل فرنسي) | رُشِّح     |

### ڤيكتوار دو لاموزيك
| السنة | المستلم/العمل المرشح    | الجائزة                                    | النتيجة |
| ----- | ----------------------- | ------------------------------------------ | ------- |
| 2016  | "تقويض لم يسبق له مثيل" | ڤيكتوار دو لاموزيك (الأغنية الأصلية للسنة) | فوز     |

### جائزة دابليو 9 الذهبية للموسيقى
| السنة | المستلم/العمل المرشح    | الجائزة                                                                       | النتيجة |
| ----- | ----------------------- | ----------------------------------------------------------------------------- | ------- |
| 2016  | "تقويض لم يسبق له مثيل" | جائزة دابليو 9 الذهبية للموسيقى (جائزة الفرنسي الأكثر ظهورا)                  | فوز     |
| 2016  | "تقويض لم يسبق له مثيل" | جائزة دابليو 9 الذهبية للموسيقى (الأغنية الفرنسية الأكثر مشاهدة على الإنترنت) | فوز     |

### جوائز المهرجانات العربية الدولية المميزة
| السنة | المستلم/العمل المرشح | الجائزة                                                       | النتيجة |
| ----- | -------------------- | ------------------------------------------------------------- | ------- |
| 2020  | غيمس                 | جوائز المهرجانات العربية الدولية المميزة (فنان العام العالمي) | فوز     |